# Supercoupe de Syrie de football
La Supercoupe de Syrie de football est une compétition de football opposant le champion de Syrie au vainqueur de la coupe de Syrie, disputée lors d'un match unique. Elle a été jouée la première fois en 1982. Par la suite, la rencontre est jouée sporadiquement à intervalles irréguliers.

## Palmarès
| Année | Vainqueur      | Score           | Finaliste       |
| ----- | -------------- | --------------- | --------------- |
| 1982  | Tishreen SC    | 2 - 1           | Al Ittihad Alep |
| 1985  | Al Karama Homs | 3 - 0           | Al Ittihad Alep |
| 1993  | Al Wahda Club  | 2 - 1           | Al Karama Homs  |
| 2008  | Al Karama Homs | 3 - 0           | Al Majd Damas   |
| 2013  | Al Jaish Damas | 0 - 0 (4-2 tab) | Al Wahda Club   |
| 2016  | Al Wahda Club  | 1 - 0           | Al Jaish Damas  |
| 2018  | Al Jaish Damas | 1 - 0           | Al Ittihad Alep |
| 2019  | Al Jaish Damas | 2 - 0           | Al Wathba Homs  |
| 2020  | Al Wahda Club  | 2 - 1           | Tishreen SC     |

## Source
- Feuilles de match sur goalzz.com